# Pontoosuc (Illinois)
Pontoosuc es una villa ubicada en el condado de Hancock en el estado estadounidense de Illinois. En el Censo de 2010 tenía una población de 146 habitantes y una densidad poblacional de 27,19 personas por km².

## Geografía
Pontoosuc se encuentra ubicada en las coordenadas 40°37′43″N 91°12′43″O / 40.62861, -91.21194. Según la Oficina del Censo de los Estados Unidos, Pontoosuc tiene una superficie total de 5.37 km², de la cual 3.64 km² corresponden a tierra firme y (32.18%) 1.73 km² es agua.

## Demografía
Según el censo de 2010, había 146 personas residiendo en Pontoosuc. La densidad de población era de 27,19 hab./km². De los 146 habitantes, Pontoosuc estaba compuesto por el 93.84% blancos, el 0% eran afroamericanos, el 0% eran amerindios, el 0% eran asiáticos, el 0% eran isleños del Pacífico, el 4.11% eran de otras razas y el 2.05% pertenecían a dos o más razas. Del total de la población el 4.11% eran hispanos o latinos de cualquier raza.